# Gianni Boncompagni
Gianni Boncompagni, all'anagrafe Giandomenico Boncompagni (Arezzo, 13 maggio 1932 – Roma, 16 aprile 2017), è stato un conduttore radiofonico, paroliere, autore televisivo, compositore e regista televisivo italiano.

## Biografia
Nato in Toscana, ad Arezzo, da padre militare dei ruoli amministrativi e madre casalinga, a 18 anni si trasferì in Svezia, dove visse dieci anni svolgendo vari lavori, diplomandosi all'Accademia svedese di grafica e fotografia, e incominciando l'attività di conduttore radiofonico per la radio svedese. Durante questa esperienza, ottenne un'intervista con il sociologo Danilo Dolci che riscosse molto successo. In Svezia si sposò con un'aristocratica ed ebbe da lei tre figlie, tra le quali la cantante e autrice televisiva Barbara. La moglie lo lasciò di lì a breve, e lui chiese e ottenne la patria potestà, crescendo le figlie da solo in Italia.
Tornato in Italia, vinse nel 1964 il concorso Rai per programmatore di musica leggera e incominciò a lavorare nella radiofonia RaiI, dove ebbe un grandissimo successo assieme a Renzo Arbore, grazie a programmi culto a cavallo tra gli anni sessanta e settanta come Bandiera Gialla e Alto gradimento, determinanti per la diffusione della musica beat in Italia. La coppia creò un nuovo modo di fare intrattenimento, basato sul non-sense, sulla creazione di tormentoni, sull'improvvisazione e l'imprevedibilità.
Nel 1965 esordì anche come cantante, con il nome d'arte di "Paolo Paolo", incidendo per la RCA Italiana. Tra le altre canzoni scritte da Boncompagni ricordiamo anche Ragazzo triste per Patty Pravo l'anno successivo. Fece parte del cast della prima serie del programma quotidiano del mattino Chiamate Roma 3131 insieme con Franco Moccagatta e Federica Taddei, 1969.

### L'arrivo in televisione

Gianni Boncompagni con Renzo Arbore (a sx) ai tempi di Alto gradimento (1975)

Nel 1977 Boncompagni approdò sugli schermi della Rai, dove condusse il programma musicale Discoring, anche questo di straordinario successo: fu uno dei primi programmi musicali destinato a un pubblico esclusivamente giovanile, con un proprio gergo, e con le ultime tendenze del momento sia musicali sia nell'abbigliamento. Sua era pure la voce nella sigla Baila Guapa ballata da Gloria Piedimonte, che ispirò anche un film.
Negli anni ottanta le esperienze televisive si susseguirono continuamente: Superstar e Drim nel 1980, dopodiché - per quasi dieci anni in coppia con Giancarlo Magalli come autore - Sotto le stelle e Patatrac nel 1981, Illusione, musica, balletto e altro nel 1982 e Galassia 2 nel 1983.
Tuttavia in quel periodo si confermò come autore e regista di trasmissioni di grande successo popolare soprattutto grazie a Pronto, Raffaella? (1983-1985), che consacrò Raffaella Carrà (con la quale aveva avuto una relazione sentimentale) con il titolo di Personaggio televisivo femminile a livello europeo consegnato dalla European TV Magazines Association nel 1984 e per la quale scrisse spesso i testi di alcune delle sue più famose canzoni. Proseguì con Pronto, chi gioca? (1985-1987), che lanciò la carriera televisiva di Enrica Bonaccorti.
Dal 1987 al 1990 curò l'ideazione e la realizzazione di Domenica In, dove sdoganò Edwige Fenech - già famosa come icona sexy grazie ai film scollacciati degli anni settanta - e Marisa Laurito, che grazie a lui consolidò la sua fama televisiva. Fu proprio a Domenica In che nacque l'idea a basso costo del cruciverbone e del pubblico di ragazzine figuranti, dotate di talento o semplicemente carine e petulanti, che preludevano quelle che saranno poi protagoniste di Non è la Rai.

### Alla Fininvest
Insieme con il suo alter ego Irene Ghergo, allora sua co-autrice di fiducia, risale al 1991 il passaggio alle reti Fininvest (oggi Mediaset) appunto con Non è la Rai: l'ennesimo programma di culto con Enrica Bonaccorti, in onda fino al 1995. In quelle quattro edizioni Boncompagni è stato sempre al centro delle attenzioni dei media a causa degli scandali legati al programma condotto dalla ancora minorenne Ambra Angiolini. Lo stesso anno realizzò anche Primadonna, con Eva Robin's, seguito da Bulli & pupe (1992) e Rock 'n' Roll (1993), praticamente degli spin-off nati dal successo della trasmissione pomeridiana.
Oltre ad Ambra, che all'epoca fu un vero e proprio fenomeno di costume, dalla fucina di Non è la Rai furono moltissime le personalità del mondo dello spettacolo che ebbero il loro esordio e che in seguito si distinsero in vari campi dello spettacolo: da Claudia Gerini a Laura Freddi, da Sabrina Impacciatore a Nicole Grimaudo, da Antonella Elia a Miriana Trevisan, da Francesca Gollini ad Antonella Mosetti e molte altre. Nella stagione 1995-1996 collaborò a un ultimo programma in Mediaset: il pomeridiano Casa Castagna, presentato appunto da Alberto Castagna.

### Il ritorno in Rai
Tornato in Rai, nella stagione 1997-1998 realizzò Macao, con Alba Parietti nella prima edizione e nella seconda con "PI" (personaggio creato graficamente per sopperire all'abbandono della Parietti) con la presenza “fissa” di Sabrina Impacciatore; tutto sommato una variante del modulo di Non è la Rai, con comici, canzoni, ritornelli e un pubblico di figuranti-protagonisti, dove per la prima volta usò anche personaggi maschili.
Sempre nel 1998 realizzò per Rai 2 il programma di prima serata Crociera, condotto da Nancy Brilli: gli ascolti furono molto bassi e la trasmissione venne soppressa dopo una sola puntata. Ha inoltre fatto parte della Commissione Artistica del Festival di Sanremo 1998 e ha collaborato con Piero Chiambretti per Chiambretti c'è (2001-2003). Sempre nell'estate 2003 ha curato la trasmissione dell'access prime time di Rai 1 Telefonate al buio, condotta da Mara Venier. Il 9 giugno 2004 firmò la regia televisiva per Rai due e Rai International del concerto di Elton John allo Stadio di Reggio Calabria Omaggio a Gianni Versace.
Nella stagione 2005-2006 torna a curare Domenica In, con la conduzione di Mara Venier però abbandonando tuttavia la trasmissione dopo la quarta puntata. L'abbandono e la sostituzione della conduzione è stato dovuto agli ascolti bassi, che hanno raggiunto a fatica il milione di telespettatori. In quello stesso anno lo stesso Gianni Boncompagni tornò a lavorare 2008/2009 e 2011 come autore per Raffaella Carrà nella nuova edizione di Carràmba che fortuna e nel 2011 ha partecipato come giurato a Lasciami cantare!, talent show canoro di Rai 1.

### Il passaggio a LA7
Nella stagione 2007-2008 Gianni Boncompagni è tornato in TV con un nuovo programma, dal titolo Bombay, trasmesso dall'emittente LA7. Esattamente come nei suoi precedenti programmi, Bombay presentava scenografia minimale e pubblico composto da ragazze cantanti e vocianti; lo studio era diviso in due parti: una, molto grande, ospitava la sala regia, affollata di ragazze, e un'altra, molto piccola, completamente tappezzata di rose gialle, rappresentava il vero set televisivo, al cui interno venivano ospitati personaggi bizzarri che discutevano su temi d'attualità sprofondando in dialoghi dell'assurdo. Lo stesso Gianni Boncompagni volle fortemente al suo “fianco” Giovanni Benincasa.

### Giornalismo
Dal 2012 alla morte ha curato una rubrica fissa su Il Fatto Quotidiano dal titolo Complimenti.

## Vita privata
In giovane età si sposò con un'aristocratica svedese, da cui ebbe tre figlie: Claudia, Paola e Barbara. Dopo qualche anno divorziò e ottenne l'affidamento delle figlie. Ha avuto relazioni sentimentali con Raffaella Carrà, Isabella Ferrari e Claudia Gerini. Ateo, nell'intervista con Claudio Sabelli Fioretti pubblicata su Io Donna, supplemento al Corriere della Sera del 4 maggio 2012, ha dichiarato: "Io sono sempre stato ateo e morirò ateo". È morto a Roma il 16 aprile 2017 all'età di 84 anni dopo una lunga malattia.

## Programmi televisivi

### Radio
- Bandiera Gialla (1965-1970), Radio 2
- Chiamate Roma 3131 (1969, prima serie), Radio 2
- Alto gradimento (1970-1976), Radio 2
- Radio Anghe Noi (1981-1983), Radio 1

### Televisione

#### Conduttore
- Carosello (Rete 1) dal 1970 al 1972 con La Verde Stagione, Il Balletto di Bronzo, Demis, i Circus 2000, i Middle Of The Road e la Formula Tre per la Coca Cola;[18] dal 1975 al 1976, con Renzo Arbore, per le confezioni maschili della Marzotto[19]
- Discoring (1977-1979), Rete 1
- Superstar (1980), Rete 2
- Lucio, quante emozioni (1998), Rai 1
- Bombay (2007-2008), LA7
- Carràmba! Che fortuna (2008-2009), Rai 1

#### Regista
- Superstar (1980), Rete 2
- Drim (1980), Rete 2
- Sotto le stelle (1981), Rete 1
- Patatrac (1981), Rete 2
- Illusione, musica, balletto e altro (1982), Rete 1
- Galassia 2 (1983), Rai 2

- Pronto, Raffaella? (Rai 1, 1983-1985)
- Pronto, chi gioca? (Rai 1, 1985-1987)
- Pronto Topolino? (Rai 1, 1987)
- Domenica In (Rai 1, 1987-1991), 2005) Rai 1
- Non è la Rai (Canale 5, 1991-1993; Italia 1, 1993-1995)
- Primadonna (Italia 1, 1991), Italia 1
- Capodanno con Canale 5 (1991) Canale 5
- Serata d'amore per San Valentino (1992), Canale 5
- Carnevale con Canale 5 (1992), Canale 5
- La notte della bellezza (1992), Canale 5
- La grande festa di Non è la Rai (1992), Canale 5
- Non è la Rai - Estate (1992), Canale 5
- Bulli e pupe (1992), Canale 5
- Capodanno '92 (1992), Canale 5
- Rock 'n' Roll (1993), Italia 1
- Fiori d'arancio a Non è la Rai (1995), Italia 1
- Casa Castagna (1995-1996), Canale 5
- Macao (Rai 2, 1997-1998)
- Crociera (Rai 2, 1998) - Solo una puntata
- Appartamento “La Terrazza” (Rai 2, 1998) - Solo due puntate
- Chiambretti c'è (Rai 2, 2001-2003)
- Telefonate al buio (Rai 1, 2003)
- Omaggio a Gianni Versace (2004), Rai 1, Rai International
- Vanità (Rai 2, 2005)
- Bombay (2007-2008), LA7
- Carràmba! Che fortuna (2008-2009), Rai 1

## Canzoni scritte da Gianni Boncompagni
| Anno | Titolo                                              | Autori del testo                                              | Autori della musica                              | Interpreti                            |  |
| ---- | --------------------------------------------------- | ------------------------------------------------------------- | ------------------------------------------------ | ------------------------------------- |  |
| 1965 | L'ultima nostra settimana d'amore                   | Gianni Boncompagni                                            | Jimmy Fontana e Carlo Pes                        | Miranda Martino                       |  |
| 1965 | La ballata degli Elder                              | Gianni Boncompagni e Mogol                                    | Don Powell                                       | Don Powell                            |  |
| 1966 | Cammina, cammina                                    | Gianni Boncompagni                                            | Carlo Pes                                        | Jimmy Fontana                         |  |
| 1966 | Non scherzare con il fuoco                          | Gianni Boncompagni                                            | Carlo Pes                                        | Jimmy Fontana                         |  |
| 1966 | Ragazzo triste                                      | Gianni Boncompagni                                            | Sonny Bono                                       | Patty Pravo                           |  |
| 1966 | No                                                  | Gianni Boncompagni                                            | Carlo Pes, Lilli Greco e Jimmy Fontana           | Mina                                  |  |
| 1966 | Pensiamoci ogni sera                                | Gianni Boncompagni                                            | Carlo Pes, Lilli Greco e Jimmy Fontana           | Jimmy Fontana, Dalida                 |  |
| 1966 | Pagherò                                             | Gianni Boncompagni                                            | Gianni Boncompagni                               | The Pipers                            |  |
| 1966 | Il coltello                                         | Gianni Boncompagni                                            | Gianni Boncompagni                               | Paolo Paolo                           |  |
| 1966 | Bumble bee                                          | Gianni Boncompagni                                            | Gianni Boncompagni                               | The Searchers                         |  |
| 1967 | La mia serenata                                     | Gianni Boncompagni                                            | Jimmy Fontana                                    | Jimmy Fontana                         |  |
| 1967 | Una verità                                          | Gianni Boncompagni                                            | J. Sebastian*, M. Sebastian*, S. Boone           | I Motowns                             |  |
| 1967 | Una voce                                            | Gianni Boncompagni                                            | Nello Ciangherotti                               | Meri Marabini                         |  |
| 1967 | Non basta sai                                       | Gianni Boncompagni                                            | Jimmy Fontana                                    | Renato Zero                           |  |
| 1967 | In mezzo ai guai                                    | Gianni Boncompagni                                            | George Fischoff e Tony Powers                    | Renato Zero                           |  |
| 1968 | Per dimenticare                                     | Gianni Boncompagni                                            | Benedetto Ghiglia                                | Carmen Villani                        |  |
| 1968 | Se io fossi come te                                 | Gianni Boncompagni                                            | Benedetto Ghiglia                                | Miranda Martino                       |  |
| 1968 | Com'è bella la sera                                 | Gianni Boncompagni                                            | Shel Shapiro                                     | Sandie Shaw                           |  |
| 1969 | Un ragazzo che ti ama (This Guy's In Love With You) | Gianni Boncompagni e Alberto Testa                            | Burt Bacharach e Hal David                       | Tony Renis                            |  |
| 1969 | Un regalo                                           | Gianni Boncompagni                                            | Carlo Pes, Lilli Greco e Jimmy Fontana           | Los Beta                              |  |
| 1970 | Non ti mettere con Bill                             | Gianni Boncompagni                                            | Franco Pisano                                    | Raffaella Carrà                       |  |
| 1970 | Reggae Rrrrr!                                       | Gianni Boncompagni                                            | Franco Pisano                                    | Raffaella Carrà                       |  |
| 1971 | La mosca vola                                       | Gianni Boncompagni                                            | Gianni Meccia                                    | Gianni Meccia                         |  |
| 1971 | Vivo di diamanti (Diamonds are forever)             | Gianni Boncompagni                                            | John Barry                                       | Shirley Bassey                        |  |
| 1971 | Vi dirò la verità                                   | Gianni Boncompagni                                            | Franco Pisano                                    | Raffaella Carrà                       |  |
| 1971 | Perdono, non lo faccio più                          | Gianni Boncompagni                                            | Franco Pisano                                    | Raffaella Carrà                       |  |
| 1971 | Tuca tuca                                           | Gianni Boncompagni                                            | Franco Pisano                                    | Raffaella Carrà                       |  |
| 1971 | Papà                                                | Gianni Boncompagni                                            | Franco Pisano                                    | Raffaella Carrà                       |  |
| 1972 | Accidenti a quella sera                             | Gianni Boncompagni                                            | Gianni Boncompagni                               | Raffaella Carrà                       |  |
| 1972 | Ma che sera                                         | Gianni Boncompagni                                            | Gianni Boncompagni                               | Raffaella Carrà                       |  |
| 1972 | Tuca tuca sì                                        | Gianni Boncompagni                                            | Franco Pisano                                    | Raffaella Carrà                       |  |
| 1972 | Parla più piano (Speak soflty love)                 | Gianni Boncompagni                                            | Nino Rota                                        | Gianni Morandi                        |  |
| 1972 | Il Padrino (Love Theme From "Godfather")            | Gianni Boncompagni                                            | Nino Rota                                        | Johnny Dorelli                        |  |
| 1972 | Valzer del Padrino (Vivere insieme a te)            | Gianni Boncompagni                                            | Nino Rota                                        | Patrizia Meoni                        |  |
| 1973 | Conosci Frankie                                     | Gianni Boncompagni                                            | Kaley, De Silva                                  | Raffaella Carrà                       |  |
| 1973 | Bumba mama                                          | Gianni Boncompagni                                            | Paolo Ormi                                       | Raffaella Carrà                       |  |
| 1974 | La scala buia                                       | Gianni Boncompagni e Riccardo Pazzaglia                       | Franco Bracardi                                  | Mina                                  |  |
| 1974 | Felicità ta ta                                      | Gianni Boncompagni e Dino Verde                               | Gianni Boncompagni e Paolo Ormi                  | Raffaella Carrà                       |  |
| 1974 | Il guerriero                                        | Gianni Boncompagni                                            | Gianni Boncompagni                               | Raffaella Carrà                       |  |
| 1974 | Tabù                                                | Gianni Boncompagni                                            | Andrea Lo Vecchio                                | Raffaella Carrà                       |  |
| 1974 | Prima di dormire                                    | Gianni Boncompagni                                            | Paolo Ormi                                       | Raffaella Carrà                       |  |
| 1974 | Superman                                            | Gianni Boncompagni                                            | Andrea Lo Vecchio                                | Raffaella Carrà                       |  |
| 1974 | Scordalo ragazzo mio                                | Gianni Boncompagni                                            | Andrea Lo Vecchio                                | Raffaella Carrà                       |  |
| 1974 | Mi vien da piangere                                 | Gianni Boncompagni                                            | Andrea Lo Vecchio                                | Raffaella Carrà                       |  |
| 1974 | Strapazzami di coccole                              | Gianni Boncompagni                                            | Franco Bracardi e Peppino Mazzullo               | Topo Gigio                            |  |
| 1975 | Male                                                | Gianni Boncompagni e Shel Shapiro                             | Andrea Lo Vecchio                                | Raffaella Carrà                       |  |
| 1976 | 53 53 456                                           | Gianni Boncompagni                                            | Gianni Boncompagni                               | Raffaella Carrà                       |  |
| 1976 | Sciocco                                             | Gianni Boncompagni                                            | Gianni Boncompagni                               | Raffaella Carrà                       |  |
| 1976 | Bobo Step                                           | Gianni Boncompagni                                            | Morgan                                           | Raffaella Carrà                       |  |
| 1976 | Radius                                              | Gianni Boncompagni                                            | Gianni Boncompagni                               | Phantom                               |  |
| 1977 | Gentlemen                                           | Gianni Boncompagni                                            | Totò Savio                                       | Squallor                              |  |
| 1977 | Supertango                                          | Gianni Boncompagni                                            | Paolo Ormi                                       | Bus Connection                        |  |
| 1977 | Don Juanito De Carnaval                             | Gianni Boncompagni                                            | Paolo Ormi                                       | Luv'                                  |  |
| 1977 | Fiesta                                              | Gianni Boncompagni                                            | Franco Bracardi e Paolo Ormi                     | Raffaella Carrà                       |  |
| 1977 | Dreamin' of you                                     | Gianni Boncompagni                                            | Paolo Ormi                                       | Raffaella Carrà                       |  |
| 1977 | Non dobbiamo litigare più                           | Gianni Boncompagni                                            | Paolo Ormi                                       | Raffaella Carrà                       |  |
| 1977 | Vola                                                | Gianni Boncompagni                                            | T. Benn Feghali                                  | Raffaella Carrà                       |  |
| 1977 | I thank you life                                    | Gianni Boncompagni                                            | Franco Bracardi                                  | Raffaella Carrà                       |  |
| 1977 | Mi sento bella                                      | Gianni Boncompagni                                            | Paolo Ormi                                       | Raffaella Carrà                       |  |
| 1977 | How you doin'                                       | Gianni Boncompagni                                            | Paolo Ormi                                       | Raffaella Carrà                       |  |
| 1977 | Il presidente'                                      | Gianni Boncompagni                                            | Franco Bracardi                                  | Raffaella Carrà                       |  |
| 1977 | Ma ne sai più di me'                                | Gianni Boncompagni                                            | Paolo Ormi                                       | Raffaella Carrà                       |  |
| 1978 | Tanti auguri                                        | Gianni Boncompagni e Daniele Pace                             | Paolo Ormi                                       | Raffaella Carrà                       |  |
| 1978 | Black cat                                           | Gianni Boncompagni                                            | Franco Bracardi e Paolo Ormi                     | Raffaella Carrà                       |  |
| 1978 | Sono nera                                           | Gianni Boncompagni                                            | Paolo Ormi                                       | Raffaella Carrà                       |  |
| 1978 | Dancin' in the sun                                  | Gianni Boncompagni                                            | Paolo Ormi                                       | Raffaella Carrà                       |  |
| 1978 | Tango                                               | Gianni Boncompagni                                            | Paolo Ormi                                       | Raffaella Carrà                       |  |
| 1978 | Amoa                                                | Gianni Boncompagni                                            | Paolo Ormi                                       | Raffaella Carrà                       |  |
| 1978 | Luca                                                | Gianni Boncompagni                                            | Paolo Ormi                                       | Raffaella Carrà                       |  |
| 1978 | Ci vediamo domani                                   | Gianni Boncompagni                                            | Paolo Ormi                                       | Raffaella Carrà                       |  |
| 1978 | California'                                         | Gianni Boncompagni                                            | Franco Bracardi e Paolo Ormi                     | Raffaella Carrà                       |  |
| 1978 | A milion dollars'                                   | Gianni Boncompagni                                            | Paolo Ormi                                       | Raffaella Carrà                       |  |
| 1978 | Guapa                                               | Gianni Boncompagni                                            | Paolo Ormi                                       | Bus Connection                        |  |
| 1979 | Che gatta!                                          | Gianni Boncompagni                                            | Franco Bracardi                                  | Baba Yaga                             |  |
| 1979 | Flop                                                | Gianni Boncompagni                                            | Franco Bracardi                                  | Baba Yaga                             |  |
| 1979 | Torna da me                                         | Gianni Boncompagni                                            | Franco Bracardi                                  | Raffaella Carrà                       |  |
| 1979 | Povero amore                                        | Gianni Boncompagni                                            | Franco Bracardi                                  | Raffaella Carrà                       |  |
| 1979 | A parole                                            | Gianni Boncompagni                                            | Franco Bracardi                                  | Raffaella Carrà                       |  |
| 1979 | Drin drin                                           | Gianni Boncompagni                                            | Franco Bracardi                                  | Raffaella Carrà                       |  |
| 1979 | E salutala per me                                   | Gianni Boncompagni                                            | Franco Bracardi                                  | Raffaella Carrà                       |  |
| 1979 | Ma che vacanza è                                    | Gianni Boncompagni                                            | Franco Bracardi                                  | Raffaella Carrà                       |  |
| 1979 | Soli soli                                           | Gianni Boncompagni                                            | Franco Bracardi                                  | Raffaella Carrà                       |  |
| 1979 | Joggin'                                             | Gianni Boncompagni                                            | Franco Bracardi                                  | Raffaella Carrà                       |  |
| 1980 | Pedro                                               | Gianni Boncompagni                                            | Franco Bracardi e Paolo Ormi                     | Raffaella Carrà                       |  |
| 1980 | Life is only rock'n'roll                            | Gianni Boncompagni                                            | Franco Bracardi e Paolo Ormi                     | Raffaella Carrà                       |  |
| 1980 | Uno, due, tre                                       | Gianni Boncompagni                                            | Franco Bracardi e Paolo Ormi                     | Raffaella Carrà                       |  |
| 1980 | Mi spendo tutto                                     | Gianni Boncompagni                                            | Paolo Ormi                                       | Raffaella Carrà                       |  |
| 1980 | In the city                                         | Gianni Boncompagni                                            | Paolo Ormi                                       | Raffaella Carrà                       |  |
| 1980 | Latino                                              | Gianni Boncompagni                                            | Gianni Boncompagni                               | Raffaella Carrà                       |  |
| 1980 | Io non vivo senza te                                | Gianni Boncompagni                                            | Paolo Ormi                                       | Raffaella Carrà                       |  |
| 1980 | Ratatataplan                                        | Gianni Boncompagni                                            | Paolo Ormi                                       | Raffaella Carrà                       |  |
| 1980 | Amicoamante                                         | Gianni Boncompagni                                            | Franco Bracardi                                  | Raffaella Carrà                       |  |
| 1980 | Maria Marì                                          | Gianni Boncompagni                                            | Paolo Ormi                                       | Raffaella Carrà                       |  |
| 1981 | E mi pareva strano                                  | Gianni Boncompagni                                            | Paolo Ormi                                       | Franco e Ciccio                       |  |
| 1981 | Con i piedi all'insù                                | Gianni Boncompagni                                            | Paolo Ormi                                       | Barbara Boncompagni                   |  |
| 1981 | Milde music                                         | Gianni Boncompagni                                            | Paolo Ormi                                       | Milde Group                           |  |
| 1981 | Patatrac                                            | Gianni Boncompagni                                            | Paolo Ormi e Franco Bracardi                     | Trix                                  |  |
| 1981 | C'est la vie                                        | Gianni Boncompagni                                            | Paolo Ormi e Franco Bracardi                     | Trix                                  |  |
| 1981 | Buonasera ragazzina                                 | Gianni Boncompagni                                            | Franco Bracardi e Cristiano Minellono            | Russell Russell                       |  |
| 1981 | Üllatus                                             | Gianni Boncompagni                                            | Franco Bracardi e Cristiano Minellono            | Vitamiin                              |  |
| 1982 | Ah, l'amore                                         | Gianni Boncompagni                                            | Paolo Ormi e Franco Bracardi                     | Franco e Ciccio                       |  |
| 1982 | Illusione                                           | Gianni Boncompagni                                            | Paolo Ormi                                       | Paolo Ormi                            |  |
| 1982 | Ballo, ballo                                        | Gianni Boncompagni                                            | Franco Bracardi                                  | Raffaella Carrà                       |  |
| 1982 | Una coppia da buttare                               | Gianni Boncompagni                                            | Franco Bracardi                                  | Raffaella Carrà                       |  |
| 1982 | America                                             | Gianni Boncompagni                                            | Franco Bracardi                                  | Raffaella Carrà                       |  |
| 1983 | Fatalità                                            | Gianni Boncompagni e Giancarlo Magalli                        | Franco Bracardi                                  | Raffaella Carrà                       |  |
| 1984 | Dolce fa niente                                     | Gianni Boncompagni e Giancarlo Magalli                        | Benavides                                        | Raffaella Carrà                       |  |
| 1984 | Rosso                                               | Gianni Boncompagni e Giancarlo Magalli                        | Franco Bracardi                                  | Raffaella Carrà                       |  |
| 1984 | Amico                                               | Gianni Boncompagni e Giancarlo Magalli                        | Danilo Vaona                                     | Raffaella Carrà                       |  |
| 1984 | Stupida gelosia                                     | Gianni Boncompagni e Giancarlo Magalli                        | Danilo Vaona                                     | Raffaella Carrà                       |  |
| 1984 | Il mio computer                                     | Gianni Boncompagni e Giancarlo Magalli                        | Danilo Vaona                                     | Raffaella Carrà                       |  |
| 1984 | Competition                                         | Gianni Boncompagni e Giancarlo Magalli                        | Danilo Vaona                                     | Raffaella Carrà                       |  |
| 1984 | Bolero                                              | Gianni Boncompagni e Giancarlo Magalli                        | Danilo Vaona                                     | Raffaella Carrà                       |  |
| 1984 | Io ti amo                                           | Gianni Boncompagni e Giancarlo Magalli                        | Gianni Boncompagni                               | Raffaella Carrà                       |  |
| 1984 | Tele-telefonarti                                    | Gianni Boncompagni e Giancarlo Magalli                        | Danilo Vaona                                     | Raffaella Carrà                       |  |
| 1984 | Loving you losing you                               | Gianni Boncompagni e Giancarlo Magalli                        | Danilo Vaona                                     | Raffaella Carrà                       |  |
| 1985 | Grande festa                                        | Gianni Boncompagni e Giancarlo Magalli                        | Danilo Vaona                                     | Raffaella Carrà                       |  |
| 1985 | Una forza dentro te                                 | Gianni Boncompagni e Giancarlo Magalli                        | Danilo Vaona                                     | Raffaella Carrà                       |  |
| 1985 | Stasera io e te                                     | Gianni Boncompagni e Giancarlo Magalli                        | Danilo Vaona                                     | Raffaella Carrà                       |  |
| 1985 | Se penso a te                                       | Gianni Boncompagni                                            | Danilo Vaona e Franco Bracardi                   | Franco Bracardi                       |  |
| 1985 | Che cannonata                                       | Gianni Boncompagni                                            | Paolo Ormi                                       | Paolo Ormi                            |  |
| 1987 | Una domenica italiana                               | Gianni Boncompagni                                            | Gianni Boncompagni e Toto Cutugno                | Toto Cutugno                          |  |
| 1988 | Ma le donne                                         | Gianni Boncompagni                                            | Gianni Boncompagni e Paolo Ormi                  | Marisa Laurito                        |  |
| 1989 | Che pizza la TV                                     | Gianni Boncompagni                                            | Franco Bracardi                                  | Mexico                                |  |
| 1989 | No te entiendo                                      | Gianni Boncompagni                                            | Franco Bracardi                                  | Mexico                                |  |
| 1991 | Non è la Rai                                        | Gianni Boncompagni                                            | Cristiano Minellono                              | Le ragazze di Non è la Rai            |  |
| 1992 | Bulli e pupe                                        | Gianni Boncompagni                                            | Cristiano Minellono                              | I bulli e le pupe                     |  |
| 1993 | Affatto deluse                                      | Gianni Boncompagni                                            | Paolo Ormi                                       | Le ragazze di Non è la Rai            |  |
| 1993 | Ailoviù                                             | Gianni Boncompagni                                            | Della Rosa Fraco Bracardi                        | Francesca Gollini                     |  |
| 1993 | Tutta tua                                           | Gianni Boncompagni (Assolo) e Laura Migliacci                 | E.Fratini                                        | Laura Migliacci e Roberta Carrano     |  |
| 1993 | Tu e Mu                                             | Gianni Boncompagni (Assolo) e Laura Migliacci                 | E.Fratini                                        | Laura Migliacci e Roberta Carrano     |  |
| 1994 | Il telefonino                                       | Gianni Boncompagni e Peppi Nocera                             | Gianni Boncompagni                               | Laura Migliacci e Roberta Carrano     |  |
| 1994 | Che fatica                                          | Gianni Boncompagni e Peppi Nocera                             | Gianni Boncompagni                               | Alessia Marinangeli                   |  |
| 1994 | Io ti amo suppergiù                                 | Gianni Boncompagni e Peppi Nocera                             | Gianni Boncompagni                               | Stefania Del Prete e Letizia Mongelli |  |
| 1994 | Don Giovanni                                        | Gianni Boncompagni e Peppi Nocera                             | Gianni Boncompagni                               | Loredana Maiuri                       |  |
| 1994 | La botta                                            | Gianni Boncompagni e Peppi Nocera                             | Gianni Boncompagni                               | Michela Andreozzi                     |  |
| 1994 | Tutta colpa mia                                     | Gianni Boncompagni e Peppi Nocera                             | Gianni Boncompagni                               | Stefania Del Prete                    |  |
| 1994 | Ne donna ne bambina                                 | Gianni Boncompagni e Peppi Nocera                             | Gianni Boncompagni                               | Sabrina Impacciatore                  |  |
| 1994 | Sempre e solo no                                    | Gianni Boncompagni e Peppi Nocera                             | Gianni Boncompagni                               | Sabrina Impacciatore                  |  |
| 1994 | T'appartengo                                        | Gianni Boncompagni (Assolo), Franco Migliacci                 | Ernesto Migliacci e Stefano Acqua                | Ambra Angiolini                       |  |
| 1994 | Margheritando il cuore                              | Gianni Boncompagni (Assolo)                                   | Bruno Zambrini                                   | Ambra Angiolini                       |  |
| 1994 | Che bisogno d'amore                                 | Gianni Boncompagni (Assolo), Franco Migliacci                 | Roberto Zappalorto                               | Ambra Angiolini                       |  |
| 1994 | Si parte stanotte                                   | Gianni Boncompagni (Assolo), Franco Migliacci                 | Roberto Zappalorto                               | Ambra Angiolini                       |  |
| 1994 | Immagina che bello                                  | Gianni Boncompagni (Assolo), Franco Migliacci                 | Roberto Zappalorto                               | Ambra Angiolini                       |  |
| 1994 | Lunedì martedì                                      | Gianni Boncompagni (Assolo)                                   | Stefano Acqua                                    | Ambra Angiolini                       |  |
| 1995 | Niente di importante                                | Gianni Boncompagni (Assolo)                                   | Stefano Acqua                                    | Pamela Petrarolo                      |  |
| 1995 | Difendimi                                           | Gianni Boncompagni (Assolo)                                   | R. Eberspacher, M. Goldsand                      | Pamela Petrarolo                      |  |
| 1995 | Lasciami andare                                     | Gianni Boncompagni (Assolo) F. Palazzolo                      | Gianni Boncompagni (Assolo) F. Palazzolo         | Pamela Petrarolo                      |  |
| 1995 | Ma che dici                                         | Gianni Boncompagni (Assolo) Stefano Acqua                     | Stefano Acqua                                    | Pamela Petrarolo                      |  |
| 1995 | Ahi ahi                                             | Gianni Boncompagni (Assolo) F. Palazzolo                      | R. Zappalorto                                    | Pamela Petrarolo                      |  |
| 1996 | Ti stravoglio                                       | Ernesto Migliacci                                             | R. Zappalorto e Gianni Boncompagni (Assolo)      | Ambra Angiolini                       |  |
| 1996 | Oggi no                                             | Stefano Acqua                                                 | Stefano Magnanensi e Gianni Boncompagni (Assolo) | Ambra Angiolini                       |  |
| 1996 | Aspettavo te                                        | Stefano Acqua                                                 | Stefano Magnanensi e Gianni Boncompagni (Assolo) | Ambra Angiolini                       |  |
| 1996 | Muoviti Muoviti                                     | Gianni Boncompagni                                            | Franco Bracardi e Stefano Acqua                  | Nunzia Palermo                        |  |
| 1996 | Adesso ti prendo                                    | Ernesto Migliacci                                             | R. Zappalorto e Gianni Boncompagni (Assolo)      | Ambra Angiolini                       |  |
| 1996 | Ti do ancora amore                                  | Stefano Acqua                                                 | G. Costantini e Gianni Boncompagni (Assolo)      | Ambra Angiolini                       |  |
| 1996 | Buoni amici                                         | Ernesto Migliacci                                             | R. Zappalorto e Gianni Boncompagni (Assolo)      | Ambra Angiolini                       |  |
| 1996 | Mi fai bene, mi fai male                            | Ernesto Migliacci R. Zappalorto e Gianni Boncompagni (Assolo) | Ernesto Migliacci                                | Ambra Angiolini                       |  |
| 1996 | Piccolo Gatsby                                      | Gianni Boncompagni                                            | Franco Bracardi e Peppino Mazzullo               | Topo Gigio                            |  |
| 1996 | Susy la pulce del west                              | Gianni Boncompagni                                            | Franco Bracardi e Peppino Mazzullo               | Topo Gigio                            |  |
| 2010 | Bevendo un caffè                                    | Gianni Boncompagni                                            | Franco Bracardi e Stefano Acqua                  | Nunzia Palermo                        |  |

## Discografia parziale

### 45 giri
- 1965 – Fa' quel che vuoi di me/Prendi il mondo così (RCA Italiana, PM45-3309) come Paolo Paolo
- 1966 – Tre civette sul comò/Il coltello (RCA Italiana, PM45-3369)
- 1978 – Ritmo/Ritmo dance (FIAT, F 1 - 12", 33 ⅓ RPM, disco promozionale per il lancio della Fiat Ritmo)

### EP
- 2015 – Il debutto canoro di Gianni Boncompagni (RCA Records)

## Filmografia

### Colonne sonore
- Made in Italy, regia di Nanni Loy (1965)
- L'estate, regia di Paolo Spinola (1966)
- I ragazzi di Bandiera Gialla, regia di Mariano Laurenti (1968)
- Colpo di sole, regia di Mino Guerrini (1968)
- Riuscirà il nostro eroe a ritrovare il più grande diamante del mondo?, regia di Guido Malatesta (1971)
- Un ufficiale non si arrende mai, nemmeno di fronte all'evidenza. Firmato Colonnello Buttiglione, regia di Mino Guerrini (1973)
- Il colonnello Buttiglione diventa generale, regia di Mino Guerrini (1974)
- Il... Belpaese, regia di Luciano Salce (1977)
- Baila guapa, regia di Adriano Tagliavia (1979)
- Barbara, regia di Gino Landi (1980)
- Sapore di mare 2 - Un anno dopo, regia di Bruno Cortini (1983)